# Kamalamai
Kamalamai (in nepalese सिन्धुलीमाडी) è una municipalità del Nepal, capoluogo del distretto di Sindhuli.